# Swartschewskia papyracea
Swartschewskia papyracea är en svampdjursart som först beskrevs av Dybowsky 1880.  Swartschewskia papyracea ingår i släktet Swartschewskia och familjen Lubomirskiidae. Inga underarter finns listade i Catalogue of Life.